# Grézieu-la-Varenne
Grézieu-la-Varenne ist eine französische Gemeinde  mit 6284 Einwohnern (Stand: 1. Januar 2022) im Département Rhône in der Region Auvergne-Rhône-Alpes. Sie gehört zum Arrondissement Lyon und zum Kanton Brignais. Die Einwohner heißen Grézirot(te)s.

## Geographie
Grézieu-la-Varenne liegt etwa vierzehn Kilometer westsüdwestlich von Lyon am Yzeron, der die Gemeinde im Süden begrenzt.

### Nachbargemeinden
Umgeben wird Grézieu-la-Varenne von Sainte-Consorce im Norden, Saint-Genis-les-Ollières im Nordosten, Craponne im Osten, Brindas im Süden, Vaugneray im Westen und Südwesten sowie Pollionnay im Nordwesten.

## Geschichte
913 wurde für Wilhelm I. von Aquitanien, Graf von Lyon, eine Kirche errichtet. Teile des Kirchbaus existierten bis 1867.

### Bevölkerungsentwicklung
| Jahr                       | 1962 | 1968 | 1975 | 1982 | 1990 | 1999 | 2006 | 2011 |
| Einwohner                  | 1448 | 1849 | 2323 | 2855 | 3256 | 4133 | 4673 | 5122 |
| Quellen: Cassini und INSEE |      |      |      |      |      |      |      |      |

## Gemeindepartnerschaft
Mit der italienischen Gemeinde Finale Emilia in der Provinz Modena (Emilia-Romagna) besteht seit 1966 eine Partnerschaft.

## Sehenswürdigkeiten
- Château de la Barge, Monument historique

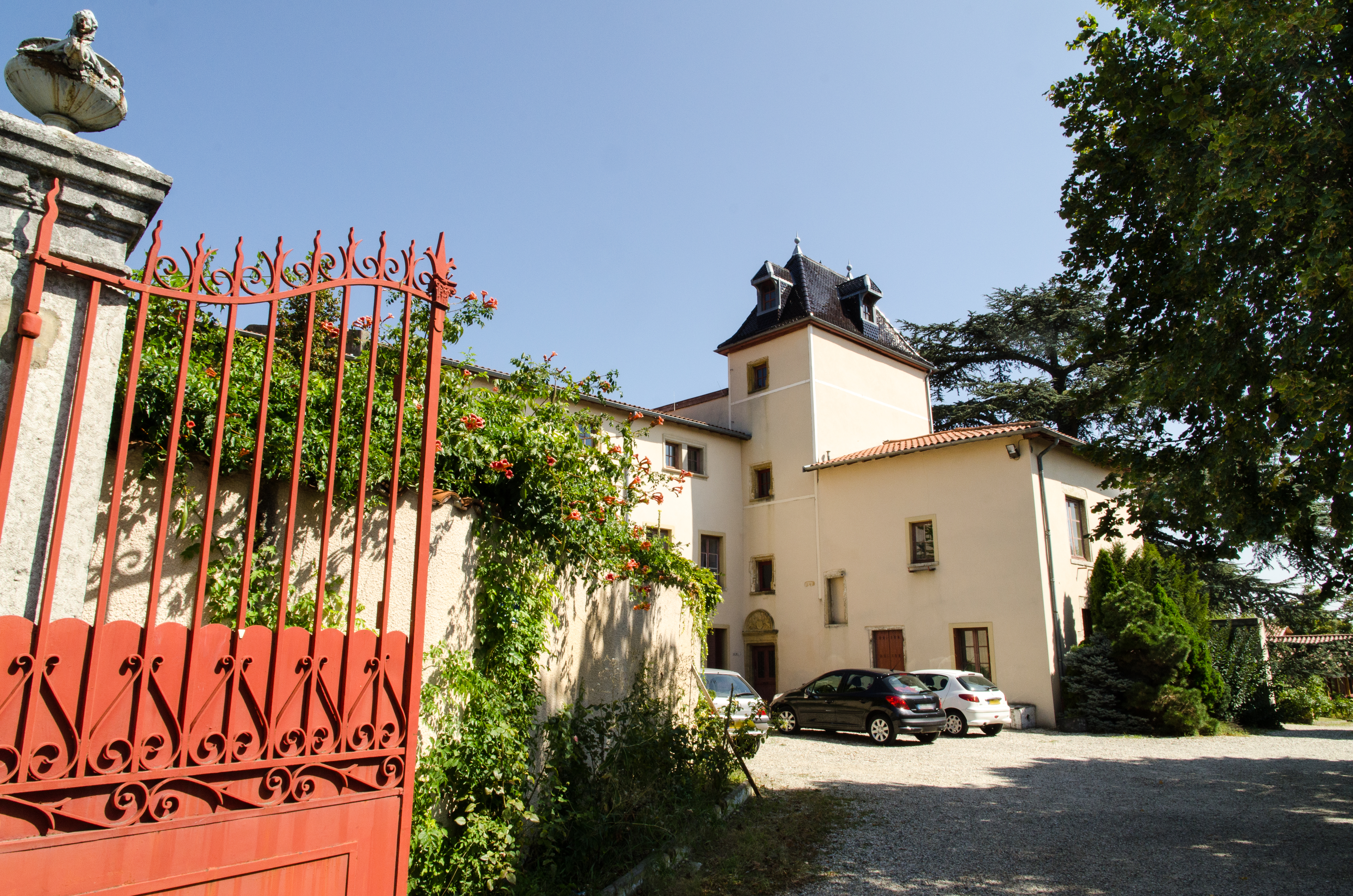
Château de la Barge

- Porte du Midi